# The Numbers

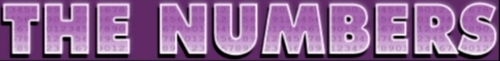
Företagets logga i äldre format

The Numbers är en webbplats som systematiskt och algoritmiskt håller koll på biljett- och försäljningsintäkter för filmer. Företaget, som lanserades av entreprenören Bruce Nash år 1997, utför också forskningstjänster och prognostiserar intäkter från filmprojekt. The Numbers liknar Box Office Mojo, men ibland erbjuder den mer detaljerad ekonomisk information, särskilt kring hemmamarknadsförsäljning och budgetuppskattningar. Den används ofta av analytiker, filmfans, journalister och forskare som är intresserade av den kommersiella sidan av filmbranschen.